# Campionato italiano di Formula 3 2004
Il Campionato italiano di Formula 3 2004 fu il quarantesimo della serie. Fu vinto da Matteo Cressoni della scuderia Ombra Racing su Dallara F304-Honda.